# Allium chitralicum
Allium chitralicum — вид рослин з родини амарилісових (Amaryllidaceae); поширений у Гімалаях Афганістану, Таджикистану, пн. Пакистану.

## Опис
Цибулина яйцювата, завширшки ≈ 1.5 см; зовнішня оболонка коричнева, внутрішня біла. Листки лінійні. Оцвітина зірчаста. Листочки оцвітини рожеві, від довго-лінійних до ланцетоподібних, 4–6 мм завдовжки, тупі.

## Поширення
Гімалаї Афганістану, Таджикистану, північного Пакистану.